# Ulrich Viefers
Ulrich Viefers, född den 26 maj 1972 i Oberhausen i Tyskland, är en tysk roddare.
Han tog OS-silver i åtta med styrman i samband med de olympiska roddtävlingarna 1996 i Atlanta.